# Andrija Novakovich
Andrija Novakovich (Servisch: Андрија Новаковић) (Muskego, 21 september 1996) is een Amerikaans voetballer van Servische afkomst die doorgaans als aanvaller speelt. Hij verruilde Reading in september 2019 voor Frosinone. Novakovich maakte in 2018 zijn debuut in het Amerikaans voetbalelftal.

## Carrière
Novakovich speelde vanaf 2014 in de jeugd van Reading, waarvoor hij op 14 maart 2015 debuteerde in het eerste elftal. Hij viel in de 86e minuut in voor Zat Knight in een met 4-1 verloren uitwedstrijd tegen Watford. Behalve een invalbeurt tegen Birmingham City kwam hij niet meer in actie voor Reading. In november 2015 werd hij tot de winterstop verhuurd aan Cheltenham Town, waarmee hij in de National League en FA Trophy uitkwam. Reading verhuurde Novakovich in 2017 voor een jaar aan Telstar en in 2018 voor een jaar aan Fortuna Sittard.

## Clubstatistieken
| Seizoen                       | Club              | Competitie      | Competitie | Competitie | Beker | Beker | Overig | Overig | Totaal | Totaal |
| Seizoen                       | Club              | Competitie      | Wed.       | Dlp.       | Wed.  | Dlp.  | Wed.   | Dlp.   | Wed.   | Dlp.   |
| ----------------------------- | ----------------- | --------------- | ---------- | ---------- | ----- | ----- | ------ | ------ | ------ | ------ |
| 2014/15                       | Reading           | Championship    | 2          | 0          | 0     | 0     | 0      | 0      | 2      | 0      |
| 2015/16                       | Reading           | Championship    | 0          | 0          | 0     | 0     | 0      | 0      | 0      | 0      |
| 2015/16                       | → Cheltenham Town | National League | 4          | 0          | 0     | 0     | 1      | 0      | 5      | 0      |
| 2016/17                       | Reading           | Championship    | 0          | 0          | 0     | 0     | 0      | 0      | 0      | 0      |
| 2017/18                       | → Telstar         | Eerste divisie  | 35         | 19         | 1     | 1     | 2      | 2      | 38     | 22     |
| 2018/19                       | → Fortuna Sittard | Eredivisie      | 29         | 9          | 2     | 1     | 0      | 0      | 31     | 10     |
| 2019/20                       | Reading           | Championship    | 1          | 0          | 0     | 0     | 0      | 0      | 1      | 0      |
| 2019/20                       | Frosinone         | Serie B         | 33         | 4          | 0     | 0     | 5      | 1      | 38     | 5      |
| 2020/21                       | Frosinone         | Serie B         | 33         | 11         | 1     | 0     | 0      | 0      | 34     | 11     |
| 2021/22                       | Frosinone         | Serie B         | 29         | 3          | 0     | 0     | 0      | 0      | 29     | 3      |
| 2022/23                       | Venezia FC        | Serie B         | 22         | 1          | 1     | 0     | 0      | 0      | 23     | 1      |
| Carrièretotaal                | Carrièretotaal    | Carrièretotaal  | 188        | 47         | 5     | 2     | 8      | 3      | 201    | 52     |
| Bijgewerkt op 4 februari 2023 |                   |                 |            |            |       |       |        |        |        |        |

## Interlandcarrière
Novakovich werd in maart 2018 voor het eerst geselecteerd voor het Amerikaans voetbalelftal, voor een oefeninterland in en tegen Paraguay op de 28e. Met een invalbeurt in de 77e minuut werd dit zijn debuut als international.
1 Frattali ·
3 Marchizza ·
4 Brescianni ·
5 Okoli ·
6 Romagnoli ·
7 Báez ·
8 Seck ·
9 Jorge ·
10 Caso ·
11 Çuni ·
12 Reinier ·
14 Gelli ·
15 Vural ·
16 Garritano ·
17 Kvernadze ·
18 Soulé ·
19 Zortea ·
20 Lirola ·
21 Harroui ·
22 Oyono ·
23 Kalaj ·
26 Bidaoui ·
27 Ibrahimović ·
29 Ghedjemis ·
30 Monterisi ·
31 Cerofolini ·
32 Valeri ·
33 Bonifazi ·
36 Mazzitelli  ·
45 Barrenechea ·
47 Lusuardi ·
70 Cheddira ·
80 Turati ·
Coach: Di Francesco